# كريستوفر جي. ييتس
كريستوفر جي. ييتس (بالإنجليزية: Christopher J. Yates)‏ (1972)؛ روائي بريطاني. درس في جامعة أوكسفورد.